# Paul Williams (boxe anglaise)
Pour les articles homonymes, voir Paul Williams et Williams.
Paul Williams est un boxeur américain né le 27 juillet 1981 à Aiken, Caroline du Sud.

## Carrière
Il devient champion du monde des poids welters WBO le 14 juillet 2007 après avoir battu aux points Antonio Margarito. Il s'incline dès le combat suivant face à Carlos Quintana le 9 février 2008 mais prend sa revanche le 7 juin par arrêt de l'arbitre à la 1re reprise.
Passé dans la catégorie supérieure, il bat de nouveau au premier round Andy Kolle le 25 septembre puis stoppe au 8e round Verno Phillips le 29 novembre 2008, remportant ainsi le titre "par intérim" de champion WBO des super welters.
Le 11 avril 2009, il remporte une victoire de prestige en poids moyens face à Ronald Wright puis contre Sergio Gabriel Martinez, champion WBC des super-welters, le 5 décembre à Atlantic City. Le 20 novembre 2010, il perd sévèrement le combat revanche face à Martinez par KO au 2e round dans un championnat du monde WBC des poids moyens.
Le 28 mai 2012, Williams perdit l'usage de ses membres inférieurs, après un accident de moto. À l’époque, le boxeur américain préparait un combat contre le mexicain Saúl Álvarez qui détient la ceinture de champion WBC des poids super-welters.